# Profilo d'ancoraggio
Il profilo d'ancoraggio è l'elemento principale dei sistemi di ancoraggio. Il profilo è fatto a C e sul suo dorso sono fissati i chiodi ancoranti. Il profilo d'ancoraggio viene impiegato per eseguire fissaggi sulle strutture in cemento armato e in calcestruzzo; l'impiego facilita l'installazione e il montaggio in cantiere consentendo pratiche regolazioni. 
Con questa tecnica non sono più necessari i tasselli. 
Per eseguire l'ancoraggio, il profilo deve essere impiegato nella realizzazione del manufatto in calcestruzzo, poi si combina con apposite viti.

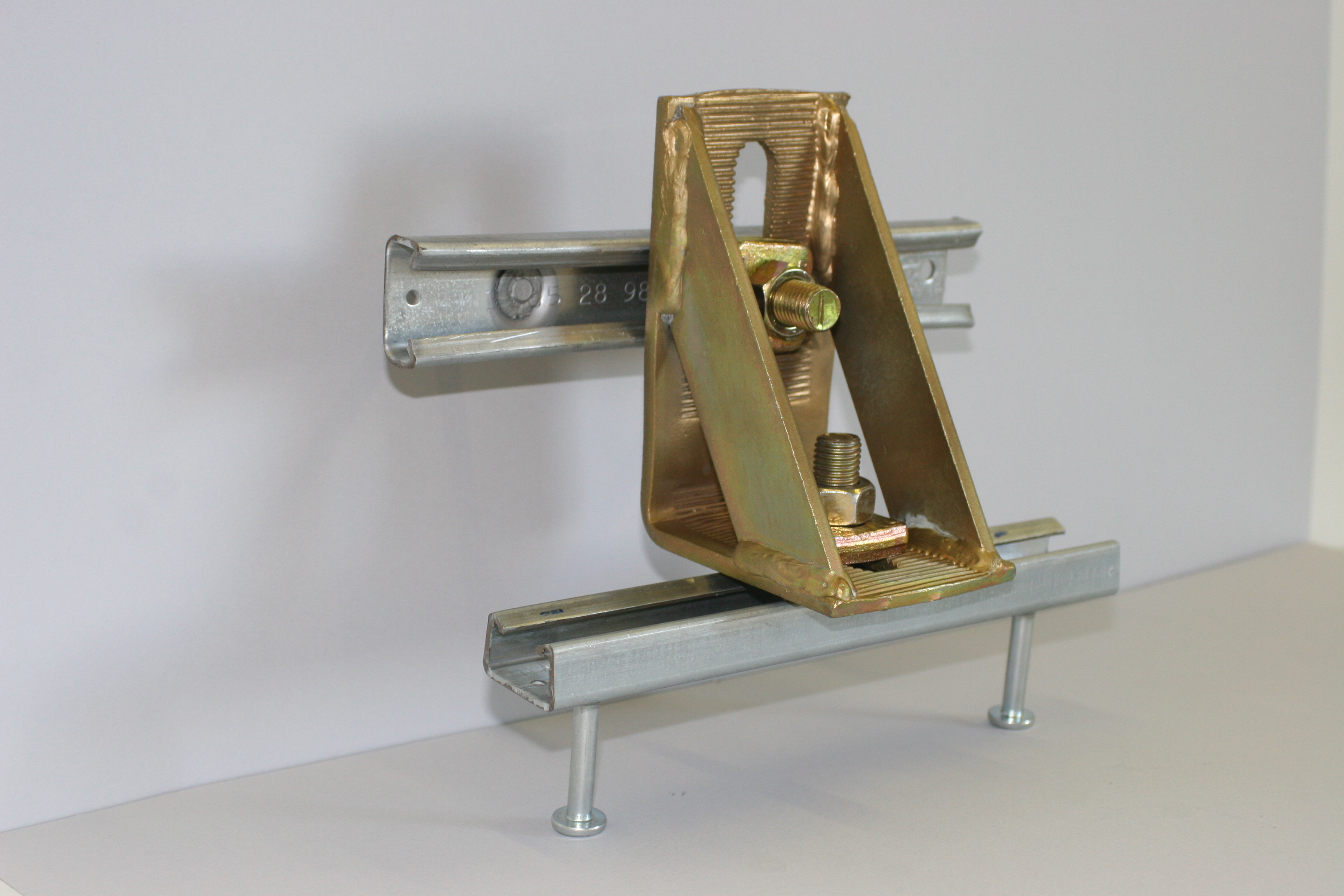
Sistema d'ancoraggio

## Etimologia
Il termine profilo d'ancoraggio deriva da due vocaboli:
- profilo dal verbo profilare cioè dal termine latino pro che significa "prima" e dal termine latino filum che significa tratto.
- ancoraggio dal termine greco agkira, che a sua volta deriva da agkon, che significa curvatura.

## Traduzione nelle varie lingue
- inglese "cast-in channel"
- francese "rail d'ancrage"
- tedesco "Ankerschienen"

## Storia
Il profilo d'ancoraggio è la base di una tecnica edile nata nel 1940 in Germania. Nel 1972 nacque la prima produzione italiana a cura di Giuseppe Locatelli che ne coniò il termine italiano.
Il profilo d'ancoraggio consente l'applicazione di carichi a trazione, a taglio ed a scorrimento oltre ai carichi combinati.
La scelta del profilo d'ancoraggio dipende dal valore del carico da applicare a partire da 300 kg fino a 3.500 kg a trazione su un punto.
Il profilo d'ancoraggio è progettato seguendo le norme tecniche per le costruzioni e gli Eurocodici.
Dal 2012 GL Locatelli è la prima società Italiana che ha certificato la gamma dei profili GP con la procedura Internazionale Europea con ETA12/0392, ETA12/0393, ETA12/433. e mette a disposizione il software per il calcolo facilitato.
Nel 2012 l'Istituto Tedesco per la Tecnica delle costruzioni DIBt (membro EOTA) ha rilasciato il benestare ETA-09/0339 (European Technical Approval) per i profili HALFEN HTA-CE. Questa nuova approvazione è valida senza limiti nei 30 stati d'Europa. Il dimensionamento dei profili, considerati in questa approvazione ETA, viene eseguito secondo le nuove Norme Europee CEN/TS 1992-4 “Progettazione degli ancoraggi per l'utilizzo nel calcestruzzo”.

## Accessori del profilo
- Viti Testa a martello
- Viti Testa ad ancora
- Piastre lisce
- Piastre antiscorrimento
- Piastre a L
- Piastre a L antiscorrimento
- Piastrine
- Mensole